# Diana Pey
Diana Pey Casado (Madrid, 8 de marzo de 1922—Miami, 1988) fue una pianista y compositora española, exiliada tras la Guerra Civil Española, viviendo primero en Chile y luego en los Estados Unidos.

## Biografía

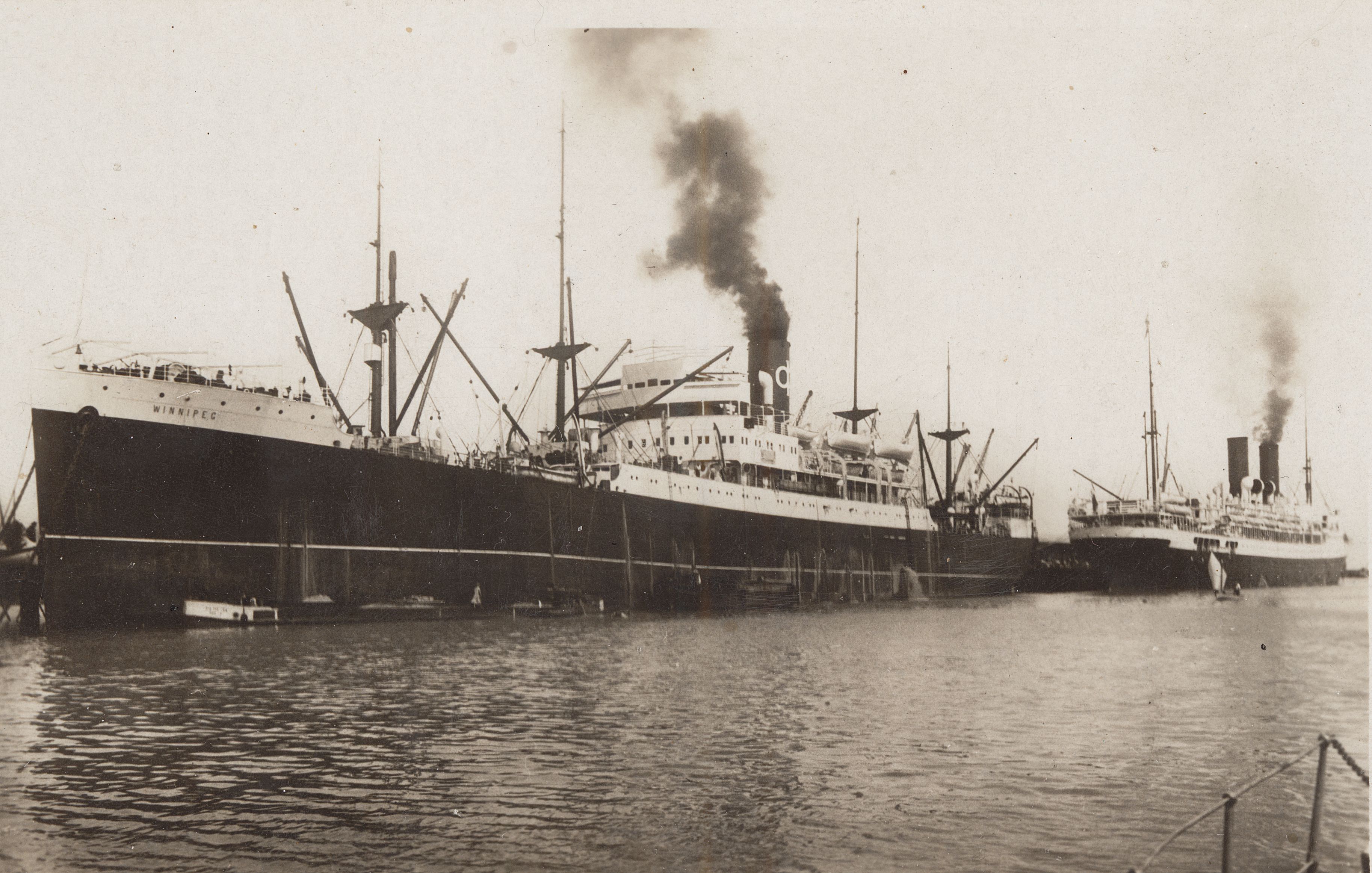
Barco Winnipeg en 1939.

Era hija de Segismundo Pey Ordeix. Llegó a Chile el 3 de septiembre de 1939, a bordo del Winnipeg, junto con muchos otros refugiados de la Guerra Civil Española. Viajó junto a su madre, Manuela Casado, sus dos hermanos, Víctor y Raúl, y su esposo, el ingeniero Lorenzo Colli.
En Chile, trabajó en la Radio Cooperativa Vitalicia, en donde tocaba y acompañaba a cantantes. Estudió en el Conservatorio Nacional de Música, dependiente de la Facultad de Artes de la Universidad de Chile, donde llegó a ser vicedecana y decana subrogante.
Falleció en 1988, a los 65 años, en Miami, Estados Unidos, luego de ser exiliada desde Chile.